# Матрица перехода
В линейной алгебре базис векторного пространства размерности {\displaystyle n} — это последовательность из {\displaystyle n} векторов {\displaystyle (\alpha _{1},...,\alpha _{n})}, таких, что любой вектор пространства может быть представлен единственным образом в виде линейной комбинации базисных векторов. При заданном базисе операторы представляются в виде квадратных матриц. Так как часто есть необходимость работать с несколькими базисами в одном и том же векторном пространстве, необходимо иметь правило перевода координат векторов и операторов из базиса в базис. Такой переход осуществляется с помощью матрицы перехода, или замены.

## Определение
Если векторы {\displaystyle \mathbf {b_{1}} ,\cdots ,\mathbf {b_{n}} } выражаются через векторы {\displaystyle \mathbf {a_{1}} ,\cdots ,\mathbf {a_{n}} } как:
{\displaystyle \mathbf {b} _{1}=\alpha _{11}\mathbf {a} _{1}+\alpha _{21}\mathbf {a} _{2}+\ldots +\alpha _{n1}\mathbf {a} _{n}}.
{\displaystyle \mathbf {b} _{2}=\alpha _{12}\mathbf {a} _{1}+\alpha _{22}\mathbf {a} _{2}+\ldots +\alpha _{n2}\mathbf {a} _{n}}.
{\displaystyle \ldots }.
{\displaystyle \mathbf {b} _{n}=\alpha _{1n}\mathbf {a} _{1}+\alpha _{2n}\mathbf {a} _{2}+\ldots +\alpha _{nn}\mathbf {a} _{n}}.
то матрица перехода от базиса {\displaystyle (\mathbf {a_{1}} ,\cdots ,\mathbf {a_{n}} )} к базису {\displaystyle (\mathbf {b_{1}} ,\cdots ,\mathbf {b_{n}} }) будет:
{\displaystyle {\begin{pmatrix}\alpha _{11}&\alpha _{12}&...&\alpha _{1n}\\\alpha _{21}&\alpha _{22}&...&\alpha _{2n}\\...&...&...&...\\\alpha _{n1}&\alpha _{n2}&...&\alpha _{nn}\end{pmatrix}}}

## Использование
При умножении матрицы, обратной к матрице перехода, на столбец, составленный из коэффициентов разложения вектора по базису {\displaystyle a_{1},a_{2},\ldots ,a_{n}}, мы получаем тот же вектор, выраженный через базис {\displaystyle b_{1},b_{2},\ldots ,b_{n}}.

### Пример
Для того, чтобы повернуть вектор на угол θ против часовой стрелки, можно умножить матрицу поворота на него:
{\displaystyle {\begin{bmatrix}x'\\y'\end{bmatrix}}={\begin{bmatrix}\cos \theta &-\sin \theta \\\sin \theta &\cos \theta \end{bmatrix}}{\begin{bmatrix}x\\y\end{bmatrix}}}
| Матрицы наиболее распространённых преобразований                                                | Матрицы наиболее распространённых преобразований                                                                   | Матрицы наиболее распространённых преобразований                                                       | Матрицы наиболее распространённых преобразований                                                                                                | Матрицы наиболее распространённых преобразований                                                                                                |
|                                                                                                 | В двумерных координатах                                                                                            | В однородных двумерных координатах                                                                     | В однородных трёхмерных координатах | В однородных трёхмерных координатах |
| ----------------------------------------------------------------------------------------------- | --- | --- | --- | --- |
| Масштабирование При a, b и c — коэффициенты масштабирования соответственно по осям OX, OY и OZ: | {\displaystyle {\begin{bmatrix}a&0\\0&b\end{bmatrix}}}                                                             | {\displaystyle {\begin{bmatrix}a&0&0\\0&b&0\\0&0&1\end{bmatrix}}}                                      | {\displaystyle {\begin{bmatrix}a&0&0&0\\0&b&0&0\\0&0&c&0\\0&0&0&1\end{bmatrix}}}                                                                | {\displaystyle {\begin{bmatrix}a&0&0&0\\0&b&0&0\\0&0&c&0\\0&0&0&1\end{bmatrix}}}                                                                |
| Поворот При φ — угол поворота изображения в двухмерном пространстве                             | По часовой стрелке {\displaystyle {\begin{bmatrix}\cos \phi &\sin \phi \\-\sin \phi &\cos \phi \end{bmatrix}}}     | {\displaystyle {\begin{bmatrix}\cos \phi &\sin \phi &0\\-\sin \phi &\cos \phi &0\\0&0&1\end{bmatrix}}} | Относительно OX на угол φ {\displaystyle {\begin{bmatrix}1&0&0&0\\0&\cos \phi &-\sin \phi &0\\0&\sin \phi &\cos \phi &0\\0&0&0&1\end{bmatrix}}} | Относительно OY на угол ψ {\displaystyle {\begin{bmatrix}\cos \psi &0&\sin \psi &0\\0&1&0&0\\-\sin \psi &0&\cos \psi &0\\0&0&0&1\end{bmatrix}}} |
| Поворот При φ — угол поворота изображения в двухмерном пространстве                             | Против часовой стрелки {\displaystyle {\begin{bmatrix}\cos \phi &-\sin \phi \\\sin \phi &\cos \phi \end{bmatrix}}} | {\displaystyle {\begin{bmatrix}\cos \phi &\sin \phi &0\\-\sin \phi &\cos \phi &0\\0&0&1\end{bmatrix}}} | Относительно OZ на угол χ {\displaystyle {\begin{bmatrix}\cos \chi &-\sin \chi &0&0\\\sin \chi &\cos \chi &0&0\\0&0&1&0\\0&0&0&1\end{bmatrix}}} | Относительно OZ на угол χ {\displaystyle {\begin{bmatrix}\cos \chi &-\sin \chi &0&0\\\sin \chi &\cos \chi &0&0\\0&0&1&0\\0&0&0&1\end{bmatrix}}} |
| Перемещение При a, b и c — смещение соответственно по осям OX, OY и OZ.                         | В неоднородных координатах не имеет матричного представления.                                                      | {\displaystyle {\begin{bmatrix}1&0&a\\0&1&b\\0&0&1\end{bmatrix}}}                                      | {\displaystyle {\begin{bmatrix}1&0&0&a\\0&1&0&b\\0&0&1&c\\0&0&0&1\end{bmatrix}}}                                                                | {\displaystyle {\begin{bmatrix}1&0&0&a\\0&1&0&b\\0&0&1&c\\0&0&0&1\end{bmatrix}}}                                                                |

## Свойства
- Матрица перехода является невырожденной. То есть определитель этой матрицы не равен нулю.
- {\displaystyle P_{e\rightarrow e'}^{-1}=P_{e'\rightarrow e}}

## Пример поиска матрицы
Найдём матрицу перехода от базиса {\displaystyle a_{1}={\begin{pmatrix}1\\2\\-1\end{pmatrix}},a_{2}={\begin{pmatrix}-1\\-4\\2\end{pmatrix}},a_{3}={\begin{pmatrix}5\\1\\0\end{pmatrix}}} к единичному базису {\displaystyle b_{1}={\begin{pmatrix}1\\0\\0\end{pmatrix}},b_{2}={\begin{pmatrix}0\\1\\0\end{pmatrix}},b_{3}={\begin{pmatrix}0\\0\\1\end{pmatrix}}}
путём элементарных преобразований
{\displaystyle \left({\begin{array}{ccc|ccc}1&-1&5&1&0&0\\2&-4&1&0&1&0\\-1&2&0&0&0&1\end{array}}\right)\rightarrow \left({\begin{array}{ccc|ccc}1&0&0&2&-10&-19\\0&1&0&1&-5&-9\\0&0&1&0&1&2\end{array}}\right)}
следовательно
{\displaystyle P_{a\rightarrow b}={\begin{pmatrix}2&-10&-19\\1&-5&-9\\0&1&2\end{pmatrix}}}